# Эшбрюн
Эшбрю́н (фр. Échebrune) — коммуна во Франции, находится в регионе Пуату — Шаранта. Департамент коммуны — Шаранта Приморская. Входит в состав кантона Пон. Округ коммуны — Сент.
Код INSEE коммуны — 17145.

## Население
Население коммуны на 2010 год составляло 497 человек.
| 1962 | 1968 | 1975 | 1982 | 1990 | 1999 | 2010 |
| ---- | ---- | ---- | ---- | ---- | ---- | ---- |
| 493  | 505  | 507  | 476  | 440  | 451  | 497  |